# Tanganyika International 1964
Die Tanganyika International 1964 im Badminton waren offene internationale Meisterschaften und fanden in Daressalam statt.

## Titelträger
| Disziplin    | Sieger                     |
| ------------ | -------------------------- |
| Herreneinzel | Shamsu Ghulam              |
| Dameneinzel  | F. Bhanji                  |
| Herrendoppel | Fateh Kassam Shamsu Ghulam |
| Damendoppel  | F. Bhanji Dias             |
| Mixed        | Fateh Kassam A. de Souza   |